# Episulfuro

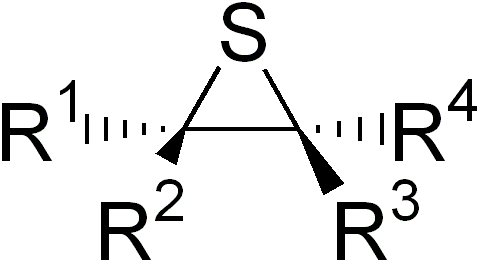
Estructura general de un episulfuro.

En química orgánica, los episulfuros son una clase de compuestos orgánicos que contienen un anillo heterocíclico saturado que consiste de dos átomos de carbono y un átomo de azufre. Es el análogo de azufre de un epóxido o una aziridina. El episulfuro padre es el tiirano.